# Elezioni primarie del Movimento 5 Stelle del 2021
Le elezioni primarie del Movimento 5 Stelle del 2021 sono state un'elezione primaria online italiana tenutasi il 6 agosto 2021 che ha determinato il presidente del M5S.

## Storia
L'elezione è stata di fatto un plebiscito in cui ai membri del partito è stato chiesto di approvare o respingere la candidatura dell'ex presidente del consiglio Giuseppe Conte a nuovo leader. Conte ha vinto facilmente le elezioni con il 92,8% dei voti  62.242 voti, pari al 93% delle preferenze sulla piattaforma "SkyVote".
Nel febbraio 2021 il presidente del Consiglio Giuseppe Conte è stato costretto a dimettersi, dopo aver perso la maggioranza assoluta al Senato della Repubblica.
Il 28 febbraio 2021, a pochi giorni dalla fine del suo mandato, Conte ha aderito al Movimento 5 Stelle (M5S), il partito che aveva proposto la sua candidatura a Primo Ministro nel giugno 2018.
Dopo pochi giorni, il fondatore e cosiddetto garante del M5S, Beppe Grillo, ha affidato a Conte l'incarico di scrivere il nuovo statuto del partito e ha annunciato che Conte sarebbe diventato il nuovo leader politico. Nei mesi successivi, però, tra i due politici crebbero le tensioni. A giugno Grillo accusò Conte di puntare a creare un partito unico e di essere "privo di visione politica". L'allora presidente del consiglio ha minacciato di fondare un proprio movimento politico, affermando che Grillo "non può fermare questo utile progetto politico".
Nel luglio 2021 Conte e Grillo hanno trovato un compromesso sul nuovo statuto e il 6 agosto sono state indette le elezioni per la leadership.

## Candidati
| Nominativo | Nominativo | Nominativo     | Cariche                                                                       |
| ---------- | ---------- | -------------- | ----------------------------------------------------------------------------- |
|            |            | Giuseppe Conte | Presidente del Consiglio dei ministri della Repubblica Italiana (2018 - 2021) |

## Risultati elettorali
| Candidati      | Voti   | %     |
| -------------- | ------ | ----- |
| Giuseppe Conte | 62.242 | 92,8  |
|                |        |       |
| Totale         | 67.064 | 100,0 |

|       |       |  |       |       |
| ----- | ----- |  | ----- | ----- |
| Conte | Conte |  | 92,8% | 92,8% |